# Washburn Paul Stanley Series
Paul Stanley, guitarrista de la banda Kiss, diseña junto con Washburn guitarras de gran calidad y diseño. Con estas guitarras muestra su personalidad, así como separa sus carreras como solista y su trabajo con la banda Kiss. También se diseñaron guitarras acústicas para Paul Stanley. A continuación se verán las guitarras que Paul usa como solista y con Kiss.

## PS9200
Esta es la guitarra que Paul usó en su último tour como solista. Verán la diferencia entre esta guitarra, y la guitarra que usa con Kiss.

### Especificaciones
- Cuerpo de Caoba
- Terminado en Gloss
- Bordes blacnos finos
- Tone Pros® (Puente)
- Stoptail
- Seymour Duncan Pearly Gates pickups
- Switch "Toogle" de tres posiciones
- Dos controles de volumen y dos de tono
- Mástil de caoba, construcción set neck
- Clavijero sobrepuesto, "atado"
- Diseño en el clavijero art déco
- Diapasón de palorosa con diseños de traste bloques "perla"
- 22 trastes jumbo
- 24.75" Escala
- 12" Radio del diapasón
- Barra de entramado de dolbe acción
- Nut del puente Graph Tech
- Hardware bañado en oro
- 18:1 Grover® (Afinadores)

## PS800
Esta es la guitarra principal de Paul con Kiss. Bastante distinta al modelo que usa como solista, esta guitarra entrega mayor calidad de sonido, ya sea en canal limpio o distorsionado. Es considerada la guitarra insignia de Paul Stanley Series.

### Especificaciones
- Cuerpo de caoba con cubierta de arce
- Terminado en black gloss
- Bordeado blanco fino
- Puente Tone Pros®
- Paul Stanley Tailpiece
- Seymour Duncan covered '59 neck pickup
- Seymour Duncan JB bridge pickup
- Switch de 2 posiciones ("Toogle")
- Un control de volumen y uno de tono
- Mástil de caoba, construcción set neck
- Diapasón de ébano con diseños de trastes especiales de Paul Stanley
- 22 trastes jumbos
- 24.75" escala
- 12" radio del diapasón
- Barra de entramado de doble acción
- Nut del puente Graph Tech
- 18:1 Grover® (Afinadores)
- Buzz Feiten Tuning System™